# Gabriel Arrais
Gabriel Arrais é um roteirista de história em quadrinhos brasileiro. Entre outras obras, já publicou Necromorfus (com desenhos de Magenta King e Abel), Noite de Spoiler (arte de Dan Borges e Kaji Pato, arte-final de Mario Cau e cores de Débora Santos) e Roses N' Guns (ao lado de Thiago Ossostortos).
Em 2023, Arrais ganhou o 35º Troféu HQ Mix na categoria de melhor publicação independente edição única por seu trabalho na HQ Roses N' Guns.